# Anthony Bourdain
« Bourdain » redirige ici. Pour l’article homophone, voir Bourdin.
Anthony Michael Bourdain, né le 25 juin 1956 à New York (États-Unis) et mort le 8 juin 2018 à Kaysersberg Vignoble, près de Colmar en Alsace (France),  était un chef cuisinier, auteur, acteur et animateur de télévision américain.
C'était l'un des anciens chefs de la Brasserie Les Halles, à New York.

## Biographie

### Famille et enfance
Anthony Michael Bourdain naît à Manhattan le 25 juin 1956. Sa mère Gladys née Sacksman est juive et son père Pierre Bourdain (1929-1987) catholique,. Sa famille n'est pas religieuse. Bourdain a déclaré que, bien qu'il soit considéré comme juif selon la définition de la halakha, « je n'ai jamais été dans une synagogue. Je ne crois pas en une puissance supérieure. Mais cela ne me rend pas moins juif, je ne pense pas ».
Les grands-parents paternels de Bourdain sont français (son arrière-grand-père Aurélien Bourdain est né au Brésil de parents français) ; son grand-père paternel Pierre Michel Bourdain (1905-1932) a émigré d'Arcachon à New York après la Première Guerre mondiale[réf. souhaitée]. Enfant, le père de Bourdain a passé des étés en France et a grandi en parlant français.
Au moment de la naissance d'Anthony Bourdain, son père Pierre est vendeur dans un magasin d'appareils photo de New York, ainsi que directeur d'étage dans un magasin de disques ; il est ensuite devenu cadre pour Columbia Records. Gladys sa mère est rédactrice en chef du New York Times. Son frère cadet, Christopher, naît quelques années plus tard,.
Anthony Bourdain passe la majeure partie de son enfance à Leonia dans le New Jersey,. Il grandit en vivant avec ses deux parents et se sent jaloux du manque de surveillance parentale de ses camarades de classe et de la liberté dont ils jouissaient dans leurs maisons ; il décrit son enfance dans l'un de ses livres : « Je ne voulais ni amour ni attention. Mes parents m'aimaient. Aucun d'eux ne buvait à l'excès. Personne ne m'a battu. Dieu n'a jamais été mentionné, donc je n'étais ennuyé ni par l'église ni par aucune notion de péché ou de damnation »,.
Dans sa jeunesse, Bourdain est membre des Boy Scouts of America.

### Études et formation
L'amour de Bourdain pour la nourriture s'est éveillé dans sa jeunesse, en mangeant une huître, lors de vacances en famille en France.
En 1973, il est diplômé de la Dwight-Englewood School — une école de jour préparatoire à Englewood, dans le New Jersey. Puis il s'inscrit au Vassar College qu'il abandonne après deux années, alors qu'il travaille parallèlement dans des restaurants de fruits de mer à Provincetown, dont le restaurant le Lobster Pot, ce qui a guidé sa décision de faire carrière dans la cuisine. Il s'inscrit à l'Institut culinaire d'Amérique (Culinary Institute of America) et y obtient son diplôme en 1978.

### Carrière
Il est ensuite placé à la tête des cuisines du Supper Club à New York, de l'Avenue One Fifth, de chez Sullivan's et de la Brasserie Les Halles, en 1998. Ses récits paraissent dans le New York Times, The Times, The Observer et Scotland on Sunday.
Anthony Bourdain est devenu célèbre grâce à son livre Kitchen Confidential: Adventures in the Culinary Underbelly, qui, selon la liste du New York Times, est un best-seller. Anthony Bourdain est un vulgarisateur, ciblant les cuisiniers « du quotidien ».

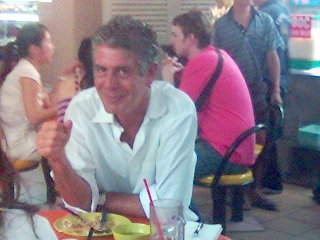
Anthony Bourdain au Maxwell Food Centre à Singapour (2006)

Son ouvrage Kitchen Confidential traite des aspects les plus négatifs du monde culinaire. Bourdain a également écrit des histoires « à suspens » sur le thème culinaire, telles que Gone Bamboo, A Bone in the Throat (« Un os dans la gorge »), Typhoid Mary: An Urban Historical) (« Typhoid Mary : une histoire urbaine) »), et le livre de cuisine Anthony Bourdain's Les Halles Cookbook (« Le livre de cuisine des Halles d'Anthony Bourdain »). De plus, il a également écrit A Cook's Tour (« Le voyage d'un chef »), qui a donné lieu à une série télévisée du même titre sur la chaîne américaine Food Network.
De 2005 à 2012, il anime l'émission Anthony Bourdain: No Reservations (en) (signifiant à la fois « pas de réservations » et « sans réserve »).

### Mort
Selon CNN, Anthony Bourdain a été retrouvé mort le 8 juin 2018 par son ami le chef Éric Ripert, dans sa chambre d'hôtel à Kaysersberg Vignoble, dans le Haut-Rhin, où il a mis fin à ses jours par pendaison,.
Il se trouvait alors en France pour tourner un nouvel épisode de la série Anthony Bourdain: Parts Unknown qui a gagné plusieurs Emmy Awards. Il aurait confié être une « âme malheureuse » en 2017 au journal The Guardian.

### Filmographie
- 2015: The Big Short[27]
- 2017: Wasted! The Story of Food Waste[28],[29].

## Ouvrages

### En français
- Cuisine et confidences : mémoires toquées d'un chef branché, traduction par Aline Azoulay de Kitchen Confidential, Nil, 2003
- Pizza créole, traduction par Hugues de Giorgis de Gone bamboo, C. Bourgois, 2003
- La Surprise du chef, traduction par Hugues de Giorgis de Bone in the throat, C. Bourgois, 2002

### En anglais
- No Reservations: Around the World on an Empty Stomach, 2007[30]